# Santa Cruz de Tenerife (provins)
Santa Cruz de Tenerife er en spansk provins som består af den vestlige del af den autonome region de Kanariske Øer. Provinsen består af den vestligste halvdel af øgruppen, blandt andre øerne Tenerife, La Gomera, El Hierro og La Palma. 
Hovedstaden er byen Santa Cruz de Tenerife på øen Tenerife. Af de lidt over en million indbyggerne (2008) i provinsen, bor 24 % i hovedstaden. Der er 53 kommuner i provinsen.
Den anden halvdel af øgruppen udgør provinsen Las Palmas. 
I  Santa Cruz de Tenerife ligger tre af Spaniens nationalparker, flere end i nogen anden provins: 
- Parque Nacional de la Caldera de Taburiente på La Palma
- Parque Nacional Garajonay på La Gomera
- Parque Nacional del Teide på Tenerife, som omfatter den 3.718 meter høje vulkan Teide, der er  Spaniens højeste bjerg.